# Meineckia
Meineckia es un género de plantas con flores perteneciente a la familia Phyllanthaceae. Consiste en unas 30 especies nativas de Madagascar.

## Especies seleccionadas
- Meineckia bartlettii
- Meineckia filipes
- etc.